# Brasileira ao Vivo: Uma Homenagem ao Samba-Reggae
Brasileira Ao Vivo: Uma Homenagem Ao Samba-Reggae é o décimo álbum da carreira, terceiro ao vivo, da cantora e compositora baiana Margareth Menezes.

## Faixas
| N.º | Título                                                                                                   | Duração |  |
| 1.  | "Faraó Divindade do Egito/Música Incidental: Natureza Egípcia"                                           | 3:16    |  |
| 2.  | "Elegibô (Uma História de Ifá)"                                                                          | 3:32    |  |
| 3.  | "Na Ponta Do Pé"                                                                                         | 3:32    |  |
| 4.  | "O Tempo Sara"                                                                                           | 3:28    |  |
| 5.  | "Rasta Man"                                                                                              | 4:09    |  |
| 6.  | "Miragem Na Esquina"                                                                                     | 3:39    |  |
| 7.  | "Cordeiro De Nanã / Deixa A Gira Girar / Atabaque Chora" (Participação de Mateus Aleluia e Saul Barbosa) | 5:04    |  |
| 8.  | "Salvador Não Inerte / Guerrilheiros da Jamaica (Rumpilé) / Alfabeto do Negão"                           | 4:58    |  |
| 9.  | "Ritmo do Coração"                                                                                       | 3:51    |  |
| 10. | "Swing Bom"                                                                                              | 3:33    |  |
| 11. | "Lenda de Yorubá" (Participação de Carlinhos Brown)                                                      | 4:19    |  |
| 12. | "A Luz de Tieta"                                                                                         | 3:49    |  |
| 13. | "Caminhão da Alegria"                                                                                    | 3:49    |  |
| 14. | "Toté de Maianga"                                                                                        | 3:30    |  |